# Costa Rica elnökeinek listája
| Név                                | hivatali ideje                            |
| ---------------------------------- | ----------------------------------------- |
| Pedro Jose de Alvarado             | 1821. december 1. – 1822. január 13.      |
| Rafael Barroeta                    | 1822. január 13. – 1823. január 1.        |
| José Santos Lombardo               | 1823. január 1. – 1824. szeptember 6.     |
| Agustin Gutiérrez Lizano Zabal     | 1824. szeptember 6. – 1824. szeptember 8. |
| Juan Mora Fernandéz                | 1824. szeptember 8. – 1833. március 9.    |
| José Rafael de Gallegos y Alvarado | 1833. március 9. – 1834                   |
| Juán José Lara                     | 1834 – 1834. június                       |
| Agustin Gutiérrez Lizano Zabal     | 1834. június – 1835. május 5.             |
| Braulio Carillo Colina             | 1835. május 5. – 1837. április 17.        |
| Manuel Aguilar Chacón              | 1837. április 17. – 1838. május 27.       |
| Braulio Carillo                    | 1838. június 25. – 1842. április 11.      |
| José Francisco Morazán Quezada     | 1842. július 15. – 1842. szeptember 14.   |
| José Maria Alfaro Zamora           | 1842. szeptember 27. – 1844. november 15. |
| Francisco Maria Oreamuno Bonilla   | 1844. november 15. – 1844. december 7.    |
| Rafael Moya                        | 1844. december 7. – 1845. május 1.        |
| José Rafael de Gallegos y Alvarado | 1845. május 1. – 1846. június 9.          |
| José Maria Alfaro Zamora           | 1846. június 9. – 1847. május 8.          |
| José Maria Castro Madriz           | 1847. május 8. – 1849. január 16.         |
| Juan Rafael Mora Porras            | 1849. január 26. – 1859. augusztus 14.    |
| José María Montealegre Fernández   | 1859. augusztus 14. – 1863. május 8.      |
| Jésús Jiménez Zamora               | 1863. május 8. – 1866. május 8.           |
| José Maria Castro                  | 1866. május 8. – 1868. szeptember 1.      |
| Jésús Jiménez Zamora               | 1868. szeptember 1. – 1870. április 27.   |
| Bruno Carranza Ramírez             | 1870. április 28. – 1870. augusztus 8.    |
| Tomás Guardia Gutierrez            | 1870. augusztus 8. – 1873. november 21.   |
| Salvador González                  | 1873. november 21. – 1873. december 1.    |
| Rafael Barroeta                    | 1873. december 2. – 1874. február 28.     |
| Tomás Guardia Gutierrez            | 1874. február 28. – 1876. május 19.       |
| Aniveto Esquivel Saenz             | 1876. május 19. – 1876. július 20.        |
| Vicente Herrera Zeledon            | 1876. július 30. – 1876. szeptember 11.   |
| Tomás Guardia Gutierrez            | 1876. szeptember 17. – 1882. július 7.    |
| Próspero Fernández Oreamuno        | 1882. július 20. -1885. március 12.       |
| Bernardo Soto y Alfaro             | 1885. március 13. – 1889. november 7.     |
| Carlos Durán Cartin                | 1889. november 7. – 1890. május 8.        |
| José Joaquín Rodriguez Zeledon     | 1890. május 8. – 1894. május 8.           |
| Rafaes Iglesias I Castro           | 1894. május 8. – 1902. május 8.           |
| Ascensión Esquivel Ibarra          | 1902. május 8. – 1906. május 8.           |
| Cleto González Viquez              | 1906. május 8. – 1910. május 8.           |
| Ricardo Jiménez Oreamuno           | 1910. május 8. – 1912. május 8.           |
| Cleto González Viquez              | 1912. május 8. – 1914. május 8.           |
| Alfredo González Flores            | 1914. május 8. – 1917. január 27.         |
| Frederico Tinoco Granados          | 1917. április 11. – 1919. május 6.        |
| Julio Acosta Garcia                | 1919. május 7. – 1919. augusztus 13.      |
| Juan Bautista Quirós Segura        | 1919. augusztus 13. – 1920. augusztus 8.  |
| Julio Acosta Garcia                | 1920. május 8. – 1924. május 8.           |
| Ricardo Jiménez Oreamuno           | 1924. május 8. – 1928. május 8.           |
| Cleto González Viquez              | 1928. május 8. – 1932. május 8.           |
| Ricardo Jimenez Oreamuna           | 1932. május 8. – 1936. május 8.           |
| León Cortés Castro                 | 1936. május 8. – 1940. május 8.           |
| Rafael Angel Calderón Guardia      | 1940. május 8. – 1944. május 8.           |
| Teodoro Picardo Michalski          | 1944. május 8. – 1948. április 24.        |
| Santos León Herrera                | 1948. április 24. – 1948. május 3.        |
| José Figueres Ferrer               | 1948. május 3. – 1949. január 16.         |
| Otilio Ulate Blanco                | 1949. január 16. – 1952. május 26.        |
| Alberto Oreamuno Flores            | 1952. szeptember 26. – 1953. június       |
| José Figueres Ferrer               | 1953. június – 1958. május 8.             |
| Mario Echandi Jiménez              | 1958. május 8. – 1962. május 8.           |
| Francisco José Orlich Bolmarcich   | 1962. május 8. – 1966. május 8.           |
| José Tréjos Fernández              | 1966. május 8. – 1970. május 8.           |
| José Figueres Ferrer               | 1970. május 8. – 1974. május 8.           |
| Daniel Oduber Quirós               | 1974. május 8. – 1978. május 8.           |
| Rodrigo Carazo Odio                | 1978. május 8. – 1982. május 8.           |
| Luis Alberto Monge Alvarez         | 1982. május 8. – 1986. május 8.           |
| Óscar Arias Sánchez                | 1986. május 8. – 1990. május 8.           |
| Rafael Angél Calderón Fournier     | 1990. május 8. – 1994. május 8.           |
| José Maria Figueres Olsen          | 1994. május 8. – 1998. május 8.           |
| Miguel Angel Rodríguez Echeverría  | 1998. május 8. – 2002. május 8.           |
| Abel Pacheco de la Espriella       | 2002. május 8. – 2006. május 8.           |
| Óscar Arias Sánchez                | 2006. május 8. – 2010. május 8.           |
| Laura Chinchilla Miranda           | 2010. május 8. – 2014. május 8.           |
| Luis Guillermo Solis               | 2014. május 8. – 2018. május 8.           |
| Carlos Alvarado                    | 2018. május 8. – 2022. május 8.           |
| Rodrigo Chaves Robles              | 2022. május 8. –                          |